# Xerotyphlops
Xerotyphlops es un género de serpientes de la familia Typhlopidae. Sus especies se distribuyen por el norte de África, sur de Europa, Oriente Próximo y Asia Central.

## Especies
Se reconocen las 4 especies siguientes:
- Xerotyphlops etheridgei (Wallach, 2002)
- Xerotyphlops socotranus (Boulenger, 1889)
- Xerotyphlops vermicularis (Merrem, 1820)
- Xerotyphlops wilsoni (Wall, 1908)